# 垂木勉
垂木 勉（たれき つとむ、1958年3月8日 - ）は、日本の男性ナレーター、声優、俳優。ザ・ユニバース代表。北海道夕張市出身。「たるき べん」と誤読されやすく、名字が垂水に似ている事から「垂水勉」と誤記されやすい。

## 来歴
北海道夕張北高等学校時代から劇団活動を行う。札幌市長の秋元克広は高校の2年先輩である。桐朋学園芸術短期大学演劇科卒業後、1978年安部公房スタジオに所属。俳優としてデビューし、安部公房の芥川賞受賞作『S・カルマ氏の犯罪』で主役のS・カルマに抜擢。同スタジオ米国公演ではセントルイス、ワシントン、シカゴ、ニューヨーク、デンバーの5都市を回る。1979年、解散後は私塾で1年間学んだ後、声優・ナレーターになる。1981年東京俳優生活協同組合所属。1999年ベルベットオフィス設立に参画。
『鳥人戦隊ジェットマン』（テレビ朝日）ではナレーターで出演し、軽妙で尚且つ変幻自在な語り口を意識したという。ジェットマン出演をきっかけに人気が広がり、更にはナレーターの地歩を固め、幅広いジャンルの番組にレギュラーナレーターとして出演している。
2008年10月1日にベルベットオフィスから独立、ザ・ユニバースを設立した。現在、単発特番をはじめ、多くのレギュラー番組のナレーションを民放各局で務めている。
俳優としては、テレビドラマ『もう誰も愛さない』の最終回に出演し、吉田栄作と山口智子らと共演している。

## 出演（ナレーター・声優）
太字はメインキャラクター。

### テレビ番組
太字は現在も担当。
- ザ・サンデー スポーツコーナー（日本テレビ）川上憲伸 役。
- 中井正広のブラックバラエティ（日本テレビ）
- 勇者のスタジアム・プロ野球好珍プレー（日本テレビ）
- ドリームビジョン（日本テレビ）
- ワールド☆レコーズ（日本テレビ）
- 特命リサーチ200X（日本テレビ）
- 超大型歴史アカデミー史上初!1億3000万人が選ぶニッポン人が好きな偉人ベスト100（日本テレビ）
- ニュースの女王決定戦（日本テレビ）
- 新装開店!SHOW by ショーバイ2（日本テレビ）
- オジサンズ11 (日本テレビ)
- 見破れ!!トリックハンター（日本テレビ、不定期）
- 快脳!マジかるハテナ（日本テレビ）
- 第33回全国高等学校クイズ選手権（日本テレビ）
- クイズプレゼンバラエティー Qさま!!（テレビ朝日）
- 今すぐ使える豆知識 クイズ雑学王（テレビ朝日）
- たけしのポリスアカデミー（テレビ朝日）
- 大胆MAP（テレビ朝日）
- 快感MAP（テレビ朝日）
- もしものシミュレーションバラエティー お試しかっ!（テレビ朝日）
  - 本番組から独立した帰れま10（不定期特番）も担当。
- 帰れまサンデー→帰れマンデー見っけ隊!!（テレビ朝日）
- ガチンコ!（TBS）
- 筋肉番付シリーズ（TBS）
  - 筋肉番付
  - 体育王国
  - ゴールデンマッスル
  - 筋肉王国
  - SASUKE
  - KUNOICHI
  - 究極の男は誰だ!?最強スポーツ男子頂上決戦（2024年5月3日）
- ZONE（TBS）
- 徳光和夫の感動再会"逢いたい"（TBS）
- ザ・イロモネア（TBS）
- ウンナンのラフな感じで。（TBS）
- 世界の超S級危険生物コレクション  (TBS、特番)
- 魁!音楽番付（フジテレビ）
- お笑い芸人歌がうまい王座決定戦スペシャル（フジテレビ）
- たけしの日本教育白書（フジテレビ）
- ホンネの殿堂!!紳助にはわかるまいっ（フジテレビ）
- ロバの耳そうじ（日本テレビ）
- K-1 JAPANシリーズ（日本テレビ）
- THE独占サンデー（日本テレビ）
- 知ってるつもり?!（日本テレビ）
- 天（TBS）
- ジェネジャン（日本テレビ）
- 草野仁のTVアゲイン（テレビ東京）
- ありえへん∞世界（テレビ東京）
- ド短期ツメコミ教育!豪腕!コーチング!!（テレビ東京）
- ココリコミリオン家族（テレビ東京）
- 日曜ビッグバラエティ（テレビ東京）
- 超常たまげたスクープ〜世界で目撃してきたゾSP〜（テレビ東京）
- 芸能人格付けチェック（2007年1月2日、朝日放送）第4弾 - 木村匡也の代役。
- 卍くりぃむVS芸能人卍卍爆笑どっきり作戦卍（日本テレビ）
- 発見!わくわくMY TOWN（東海テレビ）
- アニメギガ（NHK衛星第2テレビ）
- バラエティ7（テレビ東京）タイトルコール
- シアワセ結婚相談所（日本テレビ）
- うわさ体感バラエティ くちこみっ（フジテレビ）
- 土曜スペシャル（テレビ東京）
- 大!天才てれびくん（2011年 - 2014年、NHK教育）ナレーション
- なるほど!ハイスクール（ - 2011年9月、日本テレビ）ナレーション
- ジャパーン47ch→ジャパーン47chスーパー!（毎日放送）
- 関ジャニの仕分け∞（テレビ朝日）
- 増田オートサロン（BSフジ）
- 検索してはいけない（TBS）
- 世界がビビる夜〜UFO・UMA・巨大生物を追え!〜（TBS）
- お願い!ランキングGOLD（テレビ朝日）
- マサカ!の映像GP〜見るだけで感動&衝撃!世界の映像大放出SP〜（TBS）
- ビートたけしの禁断の大暴露!!超常現象(秘)Xファイル（テレビ朝日）
- 金曜プレミアム 奇跡のチカラの謎を解け!世界超常能力TV（フジテレビ）
- 邦子と徹のあんたが主役（テレビ朝日）
- マサカの世界衝撃事件（TBS）
- ニンゲン観察バラエティ モニタリング（TBS）
- 世界ルーツ探検隊（テレビ朝日）
- あの感動がよみがえる! ウォーターボーイズ2 完全密着130日! 涙と友情の最終回スペシャル!!（フジテレビ）
- 平成生まれ3000万人!そんなコト考えたことなかったクイズ!（朝日放送）
- A（日本テレビ）
- THEぶっちぎりTV（TBS）
- 虎ノ門市場スペシャル（テレビ東京系列、2017年）
- ナゼ、あの歴史は消えたのか?（テレビ東京系列、2018年 - 2019年）
- お城好き1万人がガチで投票!お城総選挙（テレビ朝日、2019年）
- あなたも絶対行きたくなる!日本 「最強の城」スペシャル（NHK総合、2019年）
- 情報7daysニュースキャスター（TBS、2014年4月5日 - ）
- 千鳥の鬼レンチャン（フジテレビ、2020年10月9日 - ）
- テレビ千鳥 (テレビ朝日、帰れま3の企画のみ)
- キントレ（日本テレビ）
- FNS27時間テレビ 鬼笑い祭（フジテレビ、2023年7月22日）
- FNS27時間テレビ 日本一たのしい学園祭!（フジテレビ、2024年7月20日）

### キャラクター
- WIN（日本テレビ）WINちゃん 役、ナレーター - なんですとツトムくん名義。
- ルドイア☆星惑三第（日本テレビ）惑星放送高等弁務官 役
- 中井正広のブラックバラエティ（日本テレビ）タンジェントくん、人面石くん、他多数
- はばたけ!ペンギン（TBS）ペンギン君

### スタジオ出演
- ブラックワイドショー（日本テレビ）惑星放送高等弁務官
- 所さんの日本ジツワ銀行（日本テレビ）ディーラー
- 中居正広の怪しい噂の集まる図書館（テレビ朝日）
- 心ゆさぶれ!先輩ROCK YOU（日本テレビ）

### テレビアニメ
- カウボーイビバップ（1998年、パンチ）
- ドラえもん（テレビ朝日版第2期）（2012年、世界記ロック）
- ベイブレードバースト（2016年 - 2019年、ナレーション） - 3シリーズ

### OVA
- 青の6号（1998年、山田マキオ[5]）

### 劇場アニメ
- カウボーイビバップ 天国の扉（2001年、パンチ）

### Webアニメ
- ベイブレードバースト ガチ（2019年、ナレーション）
- ベイブレードバースト スパーキング（2020年、ナレーション）

### ゲーム
- ジョジョの奇妙な冒険（1998年、ジャン＝ピエール・ポルナレフ、アレッシー）
- ジョジョの奇妙な冒険 未来への遺産（1999年、ジャン＝ピエール・ポルナレフ / アヌビス二刀流ポルナレフ、アレッシー）
- カウボーイビバップ 追憶の夜曲（2005年、パンチ）

### 吹き替え

#### ドラマ
- カウボーイビバップ（2021年、パンチ[6]）

#### アニメ
- カールじいさんの空飛ぶ家（2009年、アナウンサー）
- ファンタジア（2011年、ディームズ・テイラー）※BVHE新版

### 特撮
- 鳥人戦隊ジェットマン（1991年、ナレーション）
- ブルースワット（1994年、ナレーション、ゲルマの声）
- 烈車戦隊トッキュウジャーVSキョウリュウジャー THE MOVIE（2015年、ニンニンジャー各種アイテム音声）
- 手裏剣戦隊ニンニンジャー（2015年、ナレーション、各種アイテム音声[7]）
- スーパーヒーロー大戦GP 仮面ライダー3号（2015年、ニンニンジャー各種アイテム音声）
- 帰ってきた手裏剣戦隊ニンニンジャー ニンニンガールズVSボーイズ FINAL WARS（2016年、各種アイテム音声[8]）

### 人形劇
- こどもにんぎょう劇場「イソップときつね」（イソップ）

### 玩具
- 手裏剣戦隊ニンニンジャー 変身忍刀 忍者一番刀（2015年2月14日）
- 手裏剣戦隊ニンニンジャー 開口忍砲 ガマガマ銃（2015年2月14日）
- 手裏剣戦隊ニンニンジャー シュリケン合体 DXシュリケンジン（2015年2月14日）
- 手裏剣戦隊ニンニンジャー 三段忍撃 カラクリヘンゲン（2015年3月14日）
- 手裏剣戦隊ニンニンジャー オトモ忍シリーズ壱 パオンマル（2015年3月14日）
- 手裏剣戦隊ニンニンジャー 回転超忍法 五トン忍シュリケン（2015年3月21日）
- 手裏剣戦隊ニンニンジャー オトモ忍シリーズ弐 UFOマル（2015年3月21日）
- 手裏剣戦隊ニンニンジャー シュリケン合体 DXバイソンキング（2015年4月25日）
- 手裏剣戦隊ニンニンジャー ギター忍撃 スターソードガン（2015年5月16日）
- 手裏剣戦隊ニンニンジャー 変身デバイス 忍者スターバーガー（2015年5月16日）
- 手裏剣戦隊ニンニンジャー オトモ忍シリーズ参 サーファーマル（2015年6月20日）
- 手裏剣戦隊ニンニンジャー シュリケン合体 DXライオンハオー（2015年7月18日）
- 手裏剣戦隊ニンニンジャー パワーアップブレス 超絶勝負チェンジャー（2015年7月25日）
- 手裏剣戦隊ニンニンジャー オトモ忍シリーズEX ダイノマル（2015年8月8日）
- 手裏剣戦隊ニンニンジャー シュリケン合体 DXゲキアツダイオー（2015年10月10日）
- 手裏剣戦隊ニンニンジャー 最強忍刀 忍者激熱刀（2015年11月7日）

### その他コンテンツ
- 所でナンじゃこりゃ!?（テレビ東京） - ナレーター
- 【全日本○○グラドルコンテスト】アビリティ（AbemaTV） - ナレーター

## 出演（俳優）

### テレビドラマ
- 秋なのにバラ色（毎日放送） - 渡辺 役
- 北の国から 最終回（フジテレビ）
- ザ・ヤジキタ 菊と葵と猫の目と（フジテレビ、東映）
- もう誰も愛さない（フジテレビ） - 王の部下 役

### 舞台
- S・カルマ氏の犯罪（安部公房スタジオ公演、1978年） - S・カルマ氏 役